# Mitracarpus
Mitracarpus é um género botânico pertencente à família Rubiaceae.